# SpaceX Crew-3
SpaceX Crew-3 was de derde missionaire ruimtevlucht van een Crew Dragon en eveneens de derde reguliere Commercial Crew-vlucht. Met deze vlucht bracht SpaceX in opdracht van NASA vier ruimtevaarders naar het ISS. De vlucht is ook bekend onder de juridische naam PCM-3 (Post Certification Mission 3). Het was de eerste vlucht van Crew Dragon C210 die een paar weken voor de lancering Endurance werd gedoopt.

## Lanceerdatum
Lang werd gewerkt naar een lancering op 31 oktober 2021, maar een dag tevoren werd de lancering uitgesteld naar 3 november wegens slecht weer in de veiligheidscorridor waarin de capsule terecht zou komen wanneer de lancering onverhoopt moet worden afgebroken. Daarna werd de lancering nogmaals uitgesteld tot 6 november wegens een “klein medisch ongemak” van een bemanningslid. Voor die dag werd echter ongunstig lanceerweer voorspeld. 
Op 4 november maakte NASA dan ook bekend de planning te heroverwegen en Crew 2 eerst te laten terugkeren alvorens Crew 3 te lanceren. De lanceerdatum werd naar op zijn vroegst 8 november bijgesteld en vervolgens naar 10 november (lokale tijd, 11 november 02:03 UTC). Crew 2 zou op 8 november landen als het weer het toeliet. Dat bleek niet het geval en de landing werd een dag uitgesteld. 
De lancering verliep nominaal. Er werd een aanvliegtraject van ongeveer 22 uur gebruikt.

## Bemanning
| Positie          | Ruimtevaarder                          |
| ---------------- | -------------------------------------- |
| Gezagvoerder     | Raja Chari, NASA 1e ruimtevlucht       |
| Piloot           | Thomas Marshburn, NASA 3e ruimtevlucht |
| Missiespecialist | Matthias Maurer, ESA 1e ruimtevlucht   |
| Missiespecialist | Kayla Barron, NASA 1e ruimtevlucht     |

## Trivia
- Matthias Maurer werd de zeshonderdste persoon ooit in de ruimte.[5]
- De pluche zeeschildpad die als Zero-G indicator mee ging is een verwijzing naar de 22e klas van NASA’s astronautenkorps (klas van 2017) waarvan Chari en Baron deel uitmaken. Hun bijnaam is Turtles. De kleur is Peacock, de bijnaam van Marshburns astronautenklas en de naam is Pfau, Duits voor pauw vanwege de Duitse ESA-astronaut Maurer.